# Scientific Computer Symbolics 3600
Scientific Computer SYMBOLICS 3600 (SYMBOLICS 3600) је професионални рачунар, производ фирме Scientific Computer који је почео да се израђује у САД током 1983. године.
Користио је посебни чип + Motorola MC 68000 као централни микропроцесор а РАМ меморија рачунара SYMBOLICS 3600 је имала капацитет од 2,3 MB. 
Као оперативни систем кориштен је непознато.

## Детаљни подаци
Детаљнији подаци о рачунару  3600 су дати у табели испод.
|                       |                                    |
| 3600                  |                                    |
| Произвођач            |                                    |
| Тип                   | професионални рачунар              |
| Меморија              | 2,3 MB                             |
| Поријекло             | Сједињене Америчке Државе          |
| Година                | 1983                               |
| Тастатура             | тастатура са пуним помаком тастера |
| Процесор              | посебни чип +                      |
| Фреквенција процесора | 8                                  |
| RAM                   | 2,3 MB                             |
| ROM                   | непознато                          |
| Текст                 | непознато                          |
| Графика               | 1100 x 800 / 1280 x 1024           |
| Боја                  | једна боја                         |
| Звук                  | непознато                          |
| Димензије             | 34,8 x 26 x 7,1                    |
| Портови               |                                    |
| Оперативни систем     | непознато                          |